# Jonathan Harvey
Jonathan Dean Harvey (Sutton Coldfield, 3 mei 1939 – Lewes, 4 december 2012) was een Britse componist. 

## Muzikale loopbaan
Hij studeerde bij Erwin Stein en Hans Keller aan het St John's College (onderdeel van de Universiteit van Cambridge), en behaalde daar zijn PhD-graad. Vroege muzikale invloeden onderging hij van Arnold Schönberg, Berg, Olivier Messiaen en Benjamin Britten. Tijdens zijn postdoctorale opleiding aan de Universiteit van Glasgow was Harvey cellist in het BBC Scottish Symphony Orchestra. In deze periode werd zijn interesse gewekt voor de muziek van Karlheinz Stockhausen. In 1969 verwierf hij een Harkness Fellowship aan de Universiteit van Princeton. Daar ontmoette hij Milton Babbitt, die ook sterke invloed op zijn muziek uitoefende. In de jaren 80 produceerde Harvey veel muziek aan het IRCAM op uitnodiging van Pierre Boulez.
Harvey was gasthoogleraar in muziek aan de Universiteit van Oxford, Imperial College London en honorair hoogleraar aan de Universiteit van Sussex. Hij was docent aan universiteiten en conservatoria in Europa en de Verenigde Staten en werd regelmatig uitgenodigd om les te geven aan zomercursussen over de gehele wereld.
Van 2005 tot 2008 was Jonathan Harvey Composer in Association bij het BBC Scottish Symphony Orchestra. In 2009 was hij composer in residence bij het Huddersfield Contemporary Music Festival.

## Werken (selectie)
- Dialogue and Song voor cello (1965/1977)
- Four Images after Yeats voor piano (1969)
- Piano Trio (1971)
- I love the Lord, Motet (1976)[4][5][6]
- String Quartet No. 1 (1977)
- O Jesu Nomen Dulce voor choir (1979)
- Mortuos Plango, Vivos Voco, computergestuurde concrete sounds (vooropgenomen quadrafonische tape), voor tape (1980)
- Mythic Figures (1980)
- Bhakti voor 15 musici en quadrafonische tape (1982)
- Curve with Plateaux voor cello solo (1982)
- Flight-Elegy voor viool en piano (1983–89)
- Nataraja voor fluit, piccolo en piano (1983)
- Nachtlied voor sopraan, piano en tape (1984)
- Come Holy Ghost voor koor (1984)
- Ricercare una Melodia voor solo-trompet/cello/fluit/hobo/trombone met tape delay system (1984)
- Song Offerings voor sopraan en kamerensemble van 8 musici (1985)
- Forms of Emptiness voor koor (1986)
- God is our Refuge voor koor en orgel (1986)
- Madonna of Winter and Spring voor orkest, synthesizer en elektronica (1986)
- Lauds voor koor en solo cello (1987)
- From Silence voor sopraan, 6 musici en tape (1988)
- String Quartet No. 2 (1988)
- Three Sketches voor solo cello (1989)
- Ritual Melodies voor quadrafonische tape (1989–90)
- Cello Concerto (1990)
- Fantasia voor orgel (1991)
- Serenade in Homage to Mozart voor blazersensemble van 10 musici (1991)
- Scena voor viool en kamerensemble van 9 musici (1992)
- Lotuses voor fluitkwartet (1992)
- Chant voor solo cello (of solo altviool) (1992–94)
- The Riot voor fluit, piccolo, basklarinet en piano (1993)
- One Evening... voor sopraan, mezzosopraan, kamerensemble van 8 musici, 2 technici en elektronica (1993–94)
- The Angels voor koor (1994)
- Tombeau de Messiaen voor piano en tape (1994)
- Advaya voor cello, elektronische piano en elektronica (1994)
- Dum Transisset Sabbatum voor koor (1995)
- String Quartet No. 3 (1995)
- Percussion Concerto (1997)
- Sufi Dance voor solo gitaar (1997)
- Wheel of Emptiness voor kamerensemble van 16 musici (1997)
- Death of Light/Light of Death voor kamerensemble van 5 musici naar Grunewalds Kruisiging in het altaarstuk van Issenheim (1998)
- Tranquil Abiding voor kamerorkest (1998)
- Valley of Aosta voor 13 musici en elektronica (1998)
- Vers voor piano (2000)
- Jubilus voor viool en kamerensemble (2003)
- String Quartet No. 4 met live-elektronica (2003)
- String Trio (2004)
- Body Mandala voor orkest (2006)
- Imaginings voor cello en live-elektronica
- Philia's Dream voor cello en synthesizer